# Kąty (powiat kutnowski)
Kąty – wieś sołecka w Polsce położona w województwie łódzkim, w powiecie kutnowskim, w gminie Łanięta.
W latach 1975–1998 miejscowość należała administracyjnie do województwa płockiego.

## Zabytki
Według rejestru zabytków Narodowego Instytutu Dziedzictwa na listę zabytków wpisane są obiekty:
- zespół dworski, 2 poł. XIX w., nr rej.: 493 z 10.04.1979:
  - dwór
  - park